# كور بوت
كور بوت (بالإنجليزية: coreboot)‏، وسابقًا لينكس بايوس (بالإنجليزية: LinuxBIOS)‏، هو مشروع يهدف لاستبدال البرمجيات الجامدة الاحتكارية (النظام الأساسي للإدخال والإخراج أو واجهة البرنامج الثابت الممتد) الموجودة في معظم الحواسيب ببدائل حرة مفتوحة المصدر وخفيفة تقوم بأداء أقل عدد ممكن من المهام الأساسية لتشغيل نظام يعمل بمعمارية 32 بت أو 64 بت.
بما أن كور بوت يقوم بعملية إقلاع العتاد، ينبغي صياغته خصيصًا لكل شريحة تعريف ولوحة أم يدعمها، ولهذا السبب فإن كور بوت يدعم عددًا محدودًا من لوحات الأم وشرائح التعريف.
هناك العديد من التوزيعات لكور بوت، من ضمنها ليبر بوت والتي تطمح للتخلص من معظم الثنائيات الإحتكارية.

## التاريخ
كان الهدف من كور بوت في بداياته هو إنشاء نظام الأساسي للإدخال والإخراج (بالإنجليزية: BIOS)‏ سريع وخالٍ من الأخطاء، وهو مرخص تحت الإصدار الثاني من رخصة جنو العمومية. ساهمت العديد من الشركات في المشروع مثل مختبر لوس ألاموس الوطني، وإي إم دي، إضافة إلى بعض مصنعي اللوحات الأم مثل ميكرو ستار انترناشيونال، وجيجابايت، إذ قامت هذه الشركات بتضمين كور بوت شكل اختياري في بعض إصداراتها. قامت جوجل بدعم المشروع ماديًا.
جميع حواسيب كروم بوك المحمولة تستخدم كور بوت، باستثناء الإصدارات الثلاث الأولى.
في يونيو 2019، قام كور بوت بالاعتماد على غيدرا من أجل الهندسة العكسية وفك التشفير لحل المشاكل المتعلقة بالبرمجيات الجامدة الاحتكارية.

## المنصات المدعومة
يدعم كور بوت العديد من المعماريات مثل أي إيه-32، وإكس86-64، وآرم، وآرم64، وميبس، وريسك-فايف. ويمكن تحميله على الحاسب باستخدام برمجية فلاش‌روم.
يدعم كور بوت عددًا محدودًا من الحواسب، ومن أبرزها الإصدارات القديمة لثينك باد الصادرة قبل بنية برودويل الدقيقة من إنتل، والتي قامت فيها بتعزيز حماية إقلاع إنتل (بالإنجليزية: Intel boot guard)‏. هناك بعض الشركات التي تقوم ببيع حواسيب كور بوت مثل بيورزم، وسيستم76، وغيرها.

## التوزيعات
يوجد لكور بوت العديد من التوزيعات، من أبرزها:

### ليبر بوت
ليبر بوت (بالإنجليزية: Libreboot)‏ هو مشروع حر مفتوح المصدر مبني على كور بوت من تطوير فرانسيس رووي، وهدفه التخلص من الثنائيات الاحتكارية الموجودة في أغلب الحواسيب.
كان ليبر بوت جزءًا من نظام التشغيل جنو حتى يناير 2017 أثر خلافات مع مؤسسة البرمجيات الحرة التي ترأس المشروع. في نوفمبر 2022، تم اعتماد بعض النصوص البرمجية الصغرية الاحتكارية في مشروع ليبر بوت، مما أدى إلى ظهور تفرعات جديدة من ليبر بوت مثل كانوي بوت (بالإنجليزية: canoeboot)‏ وجنو بوت (بالإنجليزية: GNU Boot)‏ بأهداف مماثلة للمشروع الأصلي.

### هيدز
هيدز (بالإنجليزية: Heads)‏ هي توزيعة كور بوت تهدف لتعزيز الأمن التقليدي على أجهزة الحاسب. يعمل هيدز من خلال فرض التعمية باستخدام المفتاح العام على المستخدم قبل إقلاع النظام، إضافة إلى فرض المصادقة متعددة العوامل، وتوثيق ملفات الإقلاع على أنظمة التشغيل للتأكد من عدم التلاعب بها. يستخدم هيدز لينكس بوت كبديل عن واجهة البرنامج الثابت الممتد والنظام الأساسي للإدخال والإخراج التقليديين الموجودين على أغلب أجهزة الحاسب، وهو لا يعمل إلا مع توزيعات لينكس. حاز هيدز على ثقة توزيعة كيوبز أو إس الأمنية، وينصح مطوروه باستخدامه مع نظام التشغيل ذاته.

## روابط خارجية
- الموقع الرسمي